# Coradia Polyvalent
De Polyvalent, bij SNCF ook wel bekend als Régiolis, is een type treinstel van Alstom uit de Coradia-familie die in november 2021 over werd genomen door het Spaanse CAF. De trein heeft een lage vloer en kan zowel elektrisch als bi-mode (elektrisch en diesel) worden aangedreven. De maximumsnelheid is 160 km/h, maar dat kan worden verhoogd tot 200 km/h. De trein is geschikt voor verschillende diensten: van suburbane routes met veel haltes en veel reizigers tot lange intercitydiensten met reistijden van langer dan een uur.

## Samenstelling
Er zijn drie verschillende samenstellingen: kort (3 bakken), middellang (4 bakken) en lang (6 bakken). De laatste kan maximaal 650 passagiers vervoeren. Er kunnen tot drie stellen gekoppeld worden, en drie gekoppelde treinen van zes rijtuigen kunnen samen 1000 reizigers zittend vervoeren.

### Aandrijving
De Coradia Polyvalent kan elektrisch worden aangedreven, of dieselelektrisch (bijvoorbeeld op trajecten waar geen bovenleiding aanwezig is). Voor de elektrische aandrijving worden de standaard in Frankrijk gangbare stroomsystemen ondersteund: 1.500 V gelijkspanning en 25 kV wisselspanning. Ondersteuning voor 15 kV 16,7 Hz (gangbaar in Zwitserland en Duitsland) behoort tot de mogelijkheden.
De bi-mode-variant is voorzien van 4 of 6 dieselmotoren die het treinstel dieselelektrisch aandrijven.
De maximumsnelheid van 160 km/h kan zowel elektrisch als dieselelektrisch worden behaald.

## Geschiedenis
Er werden in eerste instantie 142 treinstellen besteld, waarvan de eerste treinen eind 2013 in dienst kwamen. Het contract biedt een optie tot de uitbreiding van het contract tot 1000 treinstellen. De eerste acht regio's die deze treinen bestelden, waren TER Alsace, TER Aquitaine, TER Basse-Normandie, TER Haute-Normandie, TER Lorraine, TER Midi-Pyrénées, TER Pays de la Loire en TER Picardie. TER Auvergne en Poitou-Charentes hebben in 2011 ook treinen van dit type besteld, waarmee het totaal op 164 treinen kwam. Het eerste treinstel werd in juni 2011 aan de pers gepresenteerd. Op 16 februari 2012 werd bekend dat de regio Pays de la Loire vijf extra treinstellen besteld had, met een totale waarde van 25 miljoen euro Na een bestelling van de toenmalige regio Bourgogne-Franche-Comté voor zeven treinstellen in maart 2013 kwam het totaal uit op 181.
Op 1 december 2011 kwamen 3 medewerkers van Alstom om het leven. Het ongeval gebeurde op het test traject tussen Loxéville en Willeroncourt (Meuse), parallel aan de TGV traject Parijs - Straatsburg (LGV). Dit traject werd sind de zomer 2011 door Alstom voor 15 jaar gehuurd om treinen te testen.

## Inzet
Het eerste treinstel werd in juni 2011 aan de pers gepresenteerd, gevolgd door een uitgebreid testprogramma. De indienststelling begon in 2013, in de toenmalige regio Aquitanië. De hybride treinstellen worden als serie B 83500 ingezet bij de SNCF, de elektrische treinstellen als Z 50500.
De Coradia Polyvalent wordt ook ingezet op de Train Express Regional in Dakar, Senegal.

## Galerij

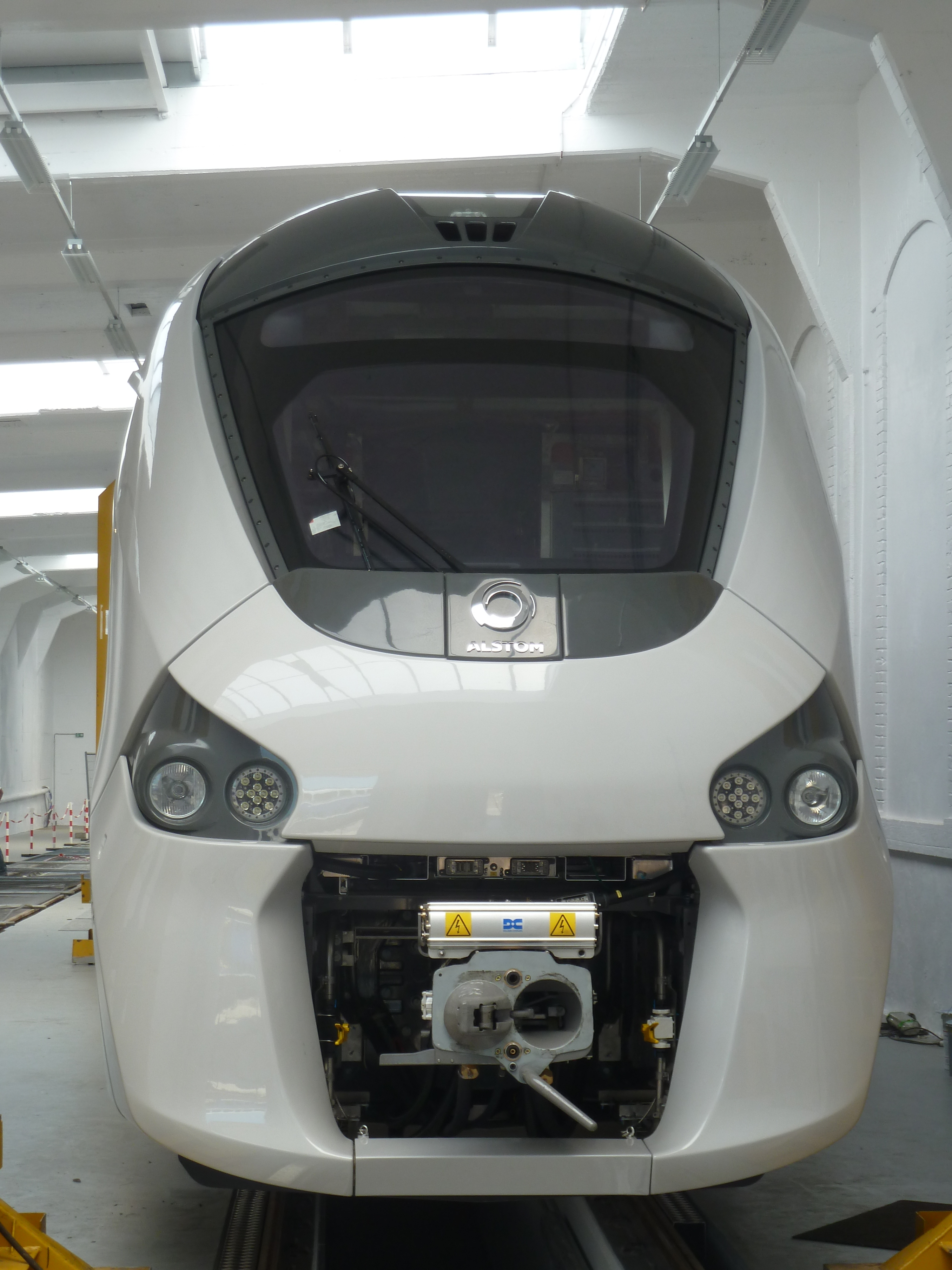
Detail van de voorkant.